# Johann Wolfgang Döbereiner
Johann Wolfgang Döbereiner (født 13. december 1780 i Hof, død 24. marts 1849 i Jena) var en tysk kemiker.
Döbereiner var først farmaceut, derpå ejer af en kemisk fabrik og til sidst professor i kemi, farmaci og teknologi i Jena. Han opdagede den egenskab hos platinet, at det især i finfordelt tilstand formår at fortætte brint og ilt på sin overflade, hvorved det bliver glødende og antænder brinten. På denne egenskab hos platinsvamp beror Döbereiners fyrtøj.
Döbereiner opdagede luftarternes diffusion og fandt den forbedrede form for Daniells hygrometer, som nu fører Regnaults navn. Han var en virksom kemisk forfatter. Den tyske forfatter Goethe var Döbereiners gode ven og overværede hans ugentlige forelæsninger, Döbereiners teorier om kemisk affinitet førte til Goethes berømte skrift fra 1809 Die Wahlverwandtschaften.
Döbereiners arbejde med grundstoffer førte til at han opdagede ligheder med forskellige grundstoffer, således opdagede han at for Li, Na og K havde mærkelig sammenlighed. Med denne opdagelse var grunden lagt til Det periodiske system, Döbereiner krediteres ofte for opdagelsen af Det periodiske system.